# Félix Damette
Félix Damette, né le 2 juin 1936 à Auchel, est un géographe français,  maître de conférences à l'université de Paris I. C'est un spécialiste d'aménagement du territoire. Député au Parlement européen de 1979 à 1984, il était membre du Groupe communiste et apparentés.

## Biographie
Félix Damette est issu d'un milieu enseignant. Il étudie au Lycée Henri-IV et devient professeur de géographie dans un lycée de Calais. Il adhère au PCF en 1954. Titulaire de l'agrégation en 1963, il devient assistant puis maître assistant à l’Institut de géographie de l'Université Paris I. 
Il est élu député européen en 1979 et siège au sein de différentes commissions. Il ne se représente pas en 1984.